# شیمی سنترالبلت
شیمی سنترالبلت اولین و قدیمی‌ترین مجله چکیده‌است که در زمینه شیمی منتشر شده‌است. این کتاب ادبیات شیمیایی را از ۱۸۳۰ تا ۱۹۶۹ پوشش می‌دهد و بنابراین «تولد» شیمی را به عنوان علم، بر خلاف کیمیا توصیف می‌کند. اطلاعات موجود در این مجله آلمانی با محتوای منبع پیشرو در اطلاعات شیمیایی خدمات انتزاعی شیمیایی قابل مقایسه است، که در سال ۱۹۰۷ انتشار خلاصه مقاله به زبان انگلیسی را آغاز کرد. شیمی سنترالبلت به عنوان سنترالبلت داروسازی توسط گوستاو تئودور فخنر تأسیس شد و توسط لئوپولد ووس در لایپزیگ در سال ۱۸۳۰ منتشر شد. در سال اول، ۵۴۴ صفحه حاوی ۴۰۰ چکیده منتشر شد که کلیه نتایج تحقیقات مربوط به شیمی دارویی را گزارش می‌داد .۲۰ سال بعد، اهمیت شیمی به حدی زیاد شد که در سال ۱۸۵۰عنوان آن به سنترالبلت شیمیایی و دارویی تغییر یافت و در سال ۱۸۵۶ به شیمی سنترالبلتتغیر نام داد. در سال ۱۹۶۹، پس از ۱۴۰ سال هزینه‌های جمع‌آوری ادبیات اولیه در بسیاری از زبان‌ها و تولید چکیده‌ها ، انتشار کتاب شیمی سنترالبلت متوقف شد.
در این ۱۴۰ سال، ویراستاران علمی پیشرفت‌های پژوهشی در شیمی را با تقریباً ۲ میلیون چکیده گزارش دادند و بیش از ۶۵۰٫۰۰۰ صفحه منتشر کردند. ۱۸۰٫۰۰۰ صفحه اضافی شامل فهرست‌هایی مانند فهرست نویسندگان، فهرست‌های موضوعی، فهرست‌های عمومی، ثبت اختراعات ثبت شده و ثبت فرمول است.
شیمی سنترالبلت توسط شیمی اف آی زد در برلین به‌طور کامل دیجیتالی شد. شیمی اف آی زد کل کار را پویش کرد و یک پایگاه داده جستجوی متن کامل برای وب ایجاد کرد. علاوه بر این پایگاه داده را می‌توان در اینترانت خریداری و یکپارچه کرد. شرکت نرم‌افزاری شیمیایی اینفوچم، مستقر در مونیخ، یک پایگاه داده مبتنی بر اینترنت ، بانک اطلاعاتی ساختاری شیمی سنترالبلت ایجاد کرد. این پایگاه داده با انجام ساختارهای شیمیایی و جستجوهای زیر ساختی، به محتوای شیمیایی موجود در شیمی سنترالبلت دسترسی می‌دهد.